# Pogoniulus pusillus
Pogoniulus pusillus là một loài chim trong họ Lybiidae.